# Barbara Dane
Barbara Jean Spillman, nota come Barbara Dane (Detroit, 12 maggio 1927 – Oakland, 20 ottobre 2024), è stata una cantante statunitense.

## Biografia
Nata Barbara Jean Spillman, fu una cantante di folk, blues e jazz, chitarrista, produttrice di dischi e attivista politica. Fu co-fondatrice di Paredon Records con Irwin Silber.
"Bessie Smith in stereo", scrisse il critico jazz Leonard Feather verso la fine degli anni 1950. Time scrisse di Dane: "La voce è pura, ricca ... rara come un diamante di 20-carati". In occasione del suo 85º compleanno, il critico musicale del The Boston Globe, James Reed la definì "una delle vere eroine non celebrate della musica americana."

## Discografia
- Trouble in Mind (San Francisco, 1957)
- A Night at the Ash Grove (World Pacific, 1958)
- Livin' with the Blues (Dot, 1959)
- On My Way (Capitol, 1962)
- When I Was a Young Girl (Horizon, 1962)
- Sings the Blues with 6 & 12 String Guitar (Folkways, 1964)
- Barbara Dane and the Chambers Brothers (Folkways, 1966)
- FTA! Songs of the GI Resistance (Paredon, 1970)
- I Hate the Capitalist System (Paredon, 1973)
- When We Make It Through (Paredon, 1982)
- Sometimes I Believe She Loves Me with Lightnin' Hopkins (Arhoolie, 1996)
- What Are You Gonna Do When There Ain't No Jazz? (GHB, 2002)
- Live! at the Ash Grove: New Years Eve 1961–62 (Dreadnaught, 2004)
- Throw It Away with Tammy Hall (Dreadnaught, 2016)
- Hot Jazz, Cool Blues & Hard-Hitting Songs (Smithsonian Folkways, 2018)